# Iran na Letnich Igrzyskach Olimpijskich 1988
Iran na Letnich Igrzyskach Olimpijskich 1988 reprezentowało 23 zawodników. Był to dziesiąty start reprezentacji Iranu na letnich igrzyskach olimpijskich. Sportowcy Iranu zdobyli jeden srebrny medal.
Najmłodszym reprezentantem Iranu na tych igrzyskach był 18-letni zapaśnik – Naser Zejnalnija, zaś najstarszym 30-letni atleta – Naser Babapour.

## Skład reprezentacji

### Kolarstwo
- Iraj Amir-Akhori – Wyścig indywidualny ze startu wspólnego mężczyzn – 56. miejsce
- Syamak Zafarzadeh – Wyścig indywidualny ze startu wspólnego mężczyzn – 93. miejsce
- Mohammad Reza Bajool – Wyścig indywidualny ze startu wspólnego mężczyzn – nie ukończył
- Moustafa Chichi, Abas Ismaili, Mehrdad Zafarzadeh, Syamak Zafarzadeh  – Drużynowa jazda na czas mężczyzn – 23. miejsce
- Jalil Eftekhari – 1 km na czas mężczyzn – 27. miejsce, Wyścig punktowy mężczyzn – 14. miejsce (w kwalifikacjach)
- Moustafa Chichi – Wyścig indywidualny na dochodzenie mężczyzn – nie ukończył (w kwalifikacjach)

### Lekkoatletyka
- Naser Babapour – maraton mężczyzn – 93. miejsce

### Zapasy
- Majid Reza Simkhah Asil – Styl klasyczny - Waga papierowa – Odpadł w eliminacjach
- Abdolkarim Kakahadżi – Styl klasyczny - Waga musza – Odpadł w eliminacjach
- Ahad Pazadż – Styl klasyczny - Waga kogucia – Odpadł w eliminacjach
- Ahad Dżawan Saleh – Styl klasyczny - Waga piórkowa – Odpadł w eliminacjach
- Masud Ghadimi – Styl klasyczny - Waga lekka – Odpadł w eliminacjach
- Reza Anduz – Styl klasyczny - Waga półśrednia – Odpadł w eliminacjach
- Mahdi Moradi Gandże – Styl klasyczny - Waga lekko-pół średnia – Odpadł w eliminacjach
- Naser Zejnalnija – Styl wolny - Waga papierowa – 8. miejsce
- Madżid Torkan – Styl wolny - Waga musza – Odpadł w eliminacjach
- Askari Mohammadijan – Styl wolny - Waga kogucia – 2. miejsce (srebrny medal)
- Akbar Fallah – Styl wolny - Waga piórkowa – 4. miejsce
- Amir Reza Khadem Azgadhi – Styl wolny - Waga lekka – Odpadł w eliminacjach
- Ajatollah Wagozari – Styl wolny - Waga półśrednia – 6. miejsce
- Ahmad Afghan – Styl wolny - Waga średnia – Odpadł w eliminacjach
- Mohammad Reza Tupczi – Styl wolny - Waga półciężka – Odpadł w eliminacjach